# 蔡鍊
蔡鍊（1460年—？），字懋成，浙江紹興府餘姚縣人，民籍，明朝政治人物。

## 生平
成化十六年（1483年）庚子科浙江鄉試第九名舉人。弘治三年（1490年）中式庚戌科會試第八十六名，三甲第七十七名進士。

## 家族
曾祖蔡伯顏；祖父蔡叔孟；父蔡斌，母戚氏。具庆下。兄蔡欽（南京刑部主事）。